# Jeh Johnson
Jeh Charles Johnson (* 11. září 1957, New York) je americký právník a politik, člen Demokratické strany. V letech 2013–2017 zastával post ministra vnitřní bezpečnosti Spojených států amerických ve vládě prezidenta Baracka Obamy.
Před nástupem do vlády působil jako federální prokurátor, právní poradce letecké složky ministerstva obrany USA a jako advokát. Po skončení svého angažmá ve vysoké politice se vrátil k soukromé advokátní praxi. Je vnukem sociologa Charlese Spurgeona Johnsona (1893–1956).